# Laguna Cuitacuilco
A  Laguna Cuitacuilco é um lago localizado na Guatemala. Localiza-se no departamento de Suchitepéquez, Município de Santo Domingo Suchitepequez.